# Pretočna citometrija
Pretočna citometrija je tehnika, s katero merimo in analiziramo lastnosti posameznih celic, ki v suspenziji ena za drugo potujejo skozi pretočni citometer in jih osvetljujemo z ozkim snopom laserske svetlobe. V eni sekundi lahko analiziramo več tisoč celic, kar nam da zanesljivo podobo o fizikalnih in biokemičnih lastnosti celice. Svetlobni žarek zadane ob celico, se odbije, lomi ali pa se absorbira v fluorokromih, ki  jih predhodno vežemo na celice. Celica z vezanim fluorokromom nato oddaja svetlobo daljše valovne dolžine.
Pretočna citometrija ima več možnosti uporabe v bioloških in medicinskih znanostih in se uporablja tako v raziskovalne kot v diagnostične namene. Vse več se uporablja tudi za identifikacijo, karakterizacijo, spremljanje in kontrolo delovnih organizmov v bioprocesih. S pomočjo pretočne citometrije lahko pridobimo  več informacij o delovnem organizmu v bioprocesu, kar omogoča lažjo optimizacijo in vodenje bioprocesa. Pretočna citometrija s svojimi tehnikami med drugim omogoča merjenje in določevanje apoptotičnih celic, merjenje in določevanje mrtvih celic in analizo celičnega cikla. Metode pretočne citometrije izkoriščajo morfološke in biokemijske spremembe celic, ki so značilne za apoptozo, nekrozo ali določeno fazo celičnega cikla. S številnimi tehnikami pretočne citometrije dobimo več podatkov o stanju celic v preiskovanem vzorcu.

## Pretočni citometer
Sodobni citometer lahko analizira več tisoč delcev vsako sekundo, hkrati pa jih ločuje glede na določeno lastnost delca. Vsak pretočni citometer je sestavljen iz naslednjih enot:
1. Enega ali več virov svetlobe določene valovne dolžine
2. Hidrodinamskega sistema, ki omogoča kontroliran pretok posameznih celic skozi merilno enoto
3. Detekcijski sistem, ki zazna sprejeto svetlobo
4. Računalniški sistem, ki izmerjeno svetlobo na detektorju spremeni v signal

Merimo lahko sipanje svetlobe na celicah, pri čemer dobimo informacijo o velikosti in zrnatosti posamezne celice. Poleg tega lahko merimo s celic oddano fluorescenčno svetlobo, ki je posledica vezave specifičnih, s flurokromom označenih protiteles na opazovane celične označevalce.
S kombiniranjem dobljenih podatkov lahko v vzorcu ločimo posamezne populacije celic, določimo njihov delež, opazujemo specifični marker le na določeni populaciji, z uporabo specializiranih pretočnih citometrov, imenovanih celični ločevalci, pa lahko posamezne populacije celic za nadaljnjo obdelavo tudi izoliramo. Večje število laserjev in fluorescenčnih detektorjev omogoča hitrejšo analizo delcev. Sprva so bili pretočni citometri eksperimentalne naprave, kasneje pa so jih zaradi tehnološkega razvoja izboljšali in jih začeli uporabljati za klinične in raziskovalne namene.

## Merjenje sipanja svetlobe
Laserski žarek je usmerjen skozi hidrodinamski sistem citometra in ko celica prečka laserski žarek, se svetloba na njej sipa. Sipano svetlobo merimo z dvema fotodetektorjema in sicer z enim, ki je postavljen v smeri svetlobnega vira (angl.  Forward scatter oz. FSC) in drugim, ki je postavljen pod pravim kotom glede na sipano svetlobo (angl. Side scatter oz. SSC). Jakost prepuščene svetlobe, ki jo zazna prvi fotodetektor, je obratnosorazmerna velikosti celic, torej večje celice prepustijo manj svetlobe, na grafu pa zabeležimo močnejši signal. Zrnatost celice je odraz količine in lastnosti membranskih struktur celice in sicer lizosomov, fagosomov, ER in drugih organelov. Ko svetloba z laserja zadane te strukture, se od njih sipa v vse smeri. Fotodetektor SSC zazna jakost odbite svetlobe, ko se ta sipa na organelih. Bolj kot so celice zrnate, več svetlobe sipajo, zato je tudi signal, ki ga zabeležimo, močnejši. Porazdelitev posameznih celic v suspenziji, razporejenih glede na velikost in zrnatost, lahko prikažemo s histogramom ali s točkovnim diagramom.

## Merjenje fluorescence
Sodobni pretočni citometri poleg velikosti in zrnatosti omogočajo tudi merjenje fluorescence in sicer z več flurescenčnimi fotodetektorji hkrati. Ti lovijo emitirano svetlobo določene valovne dolžine, ki jo oddaja barvilo. Fotodetektorji pretvorijo svetlobne signale v električne, ki jih na računalniku obdelamo in grafično prikažemo. S fluorescenčnimi barvili, ki so najpogosteje vezana na protitelesa, lahko označimo strukture, na katera se ta protitelesa vežejo, na površini celice ali v njeni notranjosti. Če uporabljamo različne fluorokrome, ki absorbirajo svetlobo v enakem valovnem območju, emitirajo pa jo v različnih, lahko opazujemo več različnih celičnih označevalcev hkrati.